# Walter défend Sarajevo
Pour plus de détails, voir Fiche technique et Distribution.
Walter défend Sarajevo (titre original : Valter brani Sarajevo) est un film de Partisans yougoslave réalisé par Hajrudin Krvavac, écrit par Djordje Lebovic, sorti en 1972 et dont l'action se situe pendant la Seconde Guerre mondiale.

## Synopsis
1944, à l'approche de la fin de la Seconde Guerre mondiale, le haut commandement de la Wehrmacht décide de retirer le groupe E du général Alexander Löhr des Balkans vers l'Allemagne. Ils prévoient d'alimenter les colonnes du réservoir avec du carburant provenant d'un dépôt à Sarajevo. Le chef des partisans yougoslaves dans la ville, un homme mystérieux connu sous le nom de Walter (ou Valter), présente un grave danger pour le succès de l'opération, et les Allemands envoient le Standartenführer von Dietrich du SD pour s'occuper de lui. Comme personne dans la ville ne semble savoir même à quoi ressemble Walter, Dietrich parvient à faire infiltrer la résistance sous l'apparence de Walter lui-même. Les partisans sont pris dans un jeu mortel de trahison, de fraude et de duplicité tout en essayant de contrecarrer les plans des Allemands.

## Fiche technique
- Titre : Walter défend Sarajevo
- Titre original : Valter brani Sarajevo
- Réalisation : Hajrudin Krvavac
- Scénario : Djordje Lebovic
- Musique : Bojan Adamic
- Photographie : Miroljub Dikosavljevic
- Montage : Jelena Bjenjas et Vojislav Bjenjas
- Société de production : Bosna Film
- Pays :  Yougoslavie
- Genre : Action et guerre
- Durée : 133 minutes
- Dates de sortie : 
  -  Yougoslavie : 12 avril 1972

## Distribution
- Bata Živojinović : Valter
- Rade Markovic : Sead Kapetanovic
- Ljubiša Samardžić : Zis
- Neda Spasojevic : Mirna
- Dragomir Bojanic-Gidra : Kondor
- Slobodan Dimitrijevic : Suri
- Hannjo Hasse : Von Dietrich
- Rolf Römer : Bischoff
- Wilhelm Koch-Hooge : Hagen
- Faruk Begolli : Branko
- Stevo Zigon : Dr. Miskovic
- Etela Pardo : Azra Kapetanovic
- Jovan Janicijevic-Burdus : Josic / Stric
- Vladan Holec : Brzi
- Vojislav Miric : Ivan
- Igor Galo : Malisa
- Davor Antolic : Ilegalac

## Diffusion
Comme le film La Bataille du dernier pont, le film a connu un grand succès en République populaire de Chine.